# Паркові меблі
Паркові меблі подібні до вуличних меблів, але розташовані у парках або садах. Приклади включають:
- Лавки
- Ліхтарі, світильники
- Альтанки
- Статуї
- Фонтани
- Столи для пікніка